# 屏東縣立棒球場
屏東縣立棒球場是臺灣一座棒球場，位於屏東縣屏東市，自1979年落成啟用至今，1993年與時報鷹、俊國熊同時加入中華職棒行列。2014年Lamigo桃猿開始以此球場做為春訓場地，直到2019年起被嘉義縣立棒球場取代為止。

## 球場資訊
- 座落地址：屏東縣屏東市棒球路1號
- 觀眾席數：10,000席
- 內野數：5,000
- 外野數：5,000
- 內野：草皮
- 右外野：320英尺（98）
- 中外野：400英尺（120）（改建前415英尺（126））
- 左外野：320英尺（98）

## 重要日期
- 職棒首戰：1993年8月21日（三商虎1：0兄弟象）
- 明星賽：無
- 季後賽：無
- 總冠軍賽：無

## 球場意外事件
2011年4月19日，中華職棒桃猿隊與統一獅在屏東球場對壘，6局下時，獅隊郭岱琦大棒一揮，球直接飛向界外，竟直接擊中三壘後方看台上1名25歲林姓女球迷的人中，當場血流如注。

## 搬遷
屏東縣政府規劃於屏東縣屏東市六塊厝地區（六塊厝車站周邊）推動屏東運動休閒園區，其中包含興建可容納1萬5千人以上符合職棒及國際賽事標準的屏東縣立國際棒球場。原屏東市棒球路的現址將優先撥用給屏東地院及屏東地檢署使用。

## 外部連結
- 屏東縣立棒球場在台灣棒球維基館上的頁面（繁體中文）
- 中華職棒大聯盟全球資訊網-屏東縣立體育棒球場 （页面存档备份，存于）